# Шеретинський Іродіон
Іродіо́н Шерети́нський  (1873, Пляхова, Козятинська волость, Бердичівський повіт, Київська губернія, Російська імперія — 1937, Севлюш, Підкарпатська Русь, Чехословаччина) — український учений-аґроном і ветеринарний лікар. Директор департаменту скотарства та ветеринарії УНР.
На еміграції — професор Української господарчої академії в Подєбрадах.
Праці й підручники з ділянки тваринництва.